# 拉韦-莫尔克勒
拉韦-莫尔克勒（法語：Lavey-Morcles）是瑞士联邦西部法语区的沃州下设的一个镇。在行政上属于埃格勒区管辖。拉韦-莫尔克勒的总面积为14.19平方公里。截至2010年底，总人口为861。

## 地理
拉韦-莫尔克勒是从瓦莱州进入沃州的第一座市镇，境内有驰名世界的拉韦温泉。